# 유원각선생 매안감고비 및 비각
유원각선생 매안감고비 및 비각(柔遠閣先生 埋案感古碑 및 碑閣)은 부산광역시 남구 대연동 부산광역시립박물관에 있는 비석이다. 2001년 10월 25일 부산광역시의 기념물 제48호로 지정되었다. 조선 후기 일본어 통역관에 해당한 소통사(小通事)의 업적을 기리기 위해 1906년(광무 10년) 세운 비이다.

## 개요
유원각 선생은 소통사(小通事)를 가리키는 것으로, 소통사는 중앙에서 파견한 동래부 소속의 하급 일본어 통역관을 가리킨다. 같은 통역관 출신인 계장(禊長) 박기종(朴琪淙)과 감독 김낙준·김중호, 공원 정동률, 유사 박용규·이용택 등이 선조 소통사들의 업적을 기리기 위해 비를 세웠다.
조선식 비석과 일본식 비각이 결합된 특이한 양식을 갖고 있으며, 비문에는 목적과 비를 세운 이들의 이름이 적혀 있어 조선 후기 역사 및 한일 관계를 엿볼 수 있는 중요한 자료로 평가된다.
원래 동구 초량동 754-17번지 산 중턱의 가정집 마당에 있었으나 1999년 12월 14일 현장 조사를 실시한 후 2000년 9월 지금의 부산광역시립박물관 야외 전시관 자리로 옮겼다. 추가로 매안(埋案)은 신주를 묘소 앞에 묻는 의식을 가리키므로 박물관에서는 비를 옮길 때 땅 속에 묻혀 있을지도 모를 선생안(先生案) 등의 자료를 찾기 위해 조사했으나 아무 것도 찾지 못하였다.

## 참고 자료
- 유원각선생 매안감고비 및 비각 - 국가유산청 국가유산포털